# Rysaczok
Rysaczok (ros. Рысачок) – rosyjski samolot szkolny przeznaczony do szkolenia pilotów samolotów wielosilnikowych.

## Historia
W 2007 roku rozstrzygnięto konkurs ogłoszony przez rosyjskie Ministerstwo Transportu (Министерство транспорта Российской Федерации) na projekt dwusilnikowej maszyn, przeznaczonej do ostatniego etapu szkolenia cywilnych pilotów samolotów wielosilnikowych w Wyższej Szkole Pilotów Lotnictwa Cywilnego (Ульяновское высшее авиационное училище гражданской авиации) w Uljanowsku. Zwycięzcą konkursu okazał się być rosyjska firma Technoawia z Moskwy pokonując zgłoszone do konkursu projekty Jakowlewa i Miasiszczewa. 25 czerwca 2007 roku szkoła pilotów i Technoawia podpisały stosowne porozumienie o budowie pięciu samolotów prototypowych i wykonaniu ich badań. W dalszej kolejności szkoła gwarantuje firmie zakup kolejnych, seryjnych egzemplarzy. Samoloty budowane są w zakładach TsSKB-Progress (ЦСКБ-Прогресс) z Samary. Pierwszy zbudowany egzemplarz wzniósł się w powietrze 3 grudnia 2010 roku. Do dnia 2013 roku wybudowano pięć maszyn, dwie przeznaczone do prób naziemnych i trzy egzemplarze latające. W 2013 roku, na wystawie MAKS (Международный авиационно-космический салон) w Żukowskim pod Moskwą zaprezentowano uzbrojoną wersję samolotu. Pod kadłubem zainstalowano dwa pylony z umieszczonymi na nich wyrzutniami niekierowanych pocisków rakietowych. Maszyna ma być oferowana siłą powietrznym jako samolot transportowy, łącznikowy i szkolny, przeznaczony również do działań patrolowych, ochrony granic.

## Konstrukcja

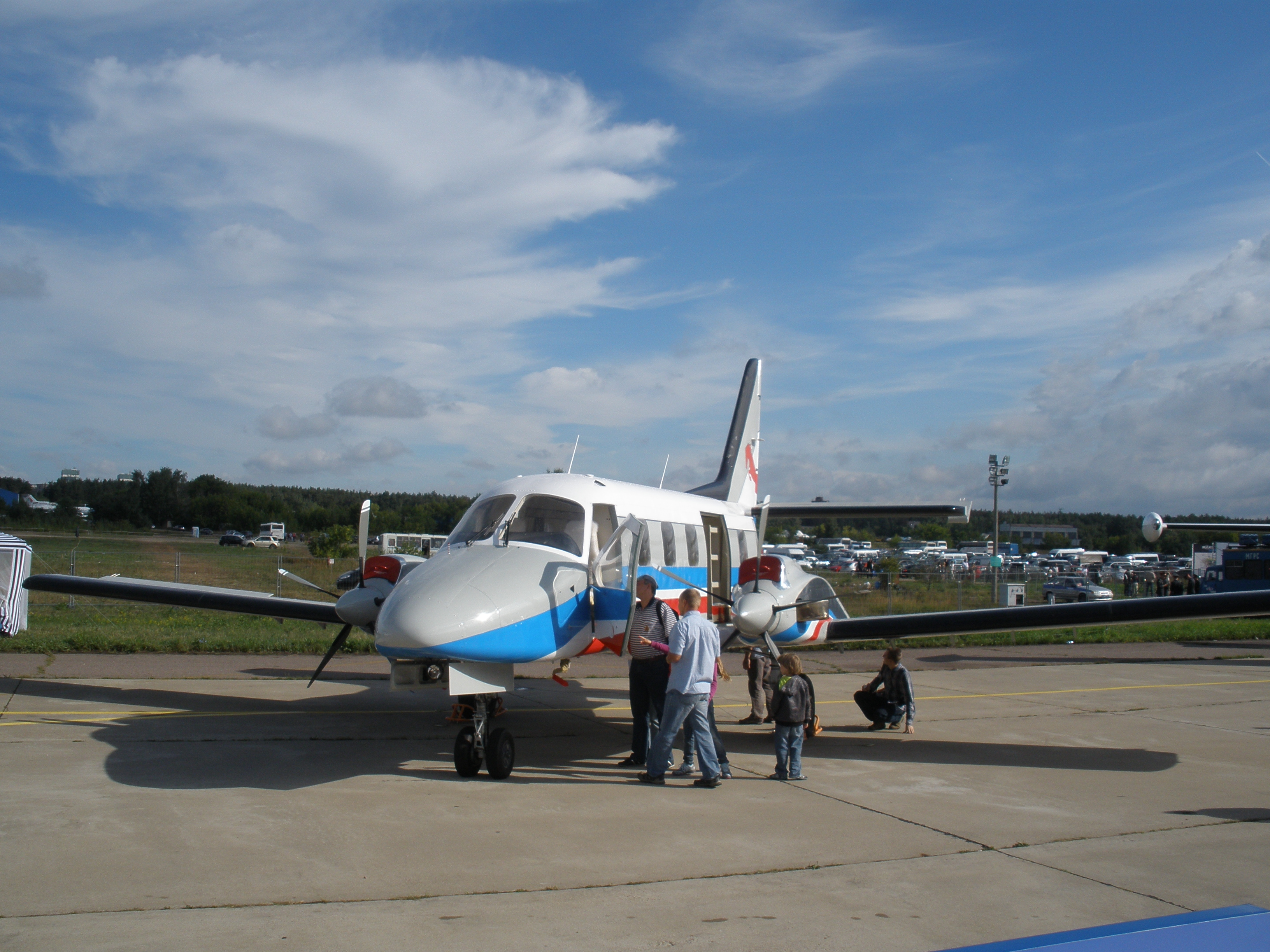
Rysaczok prezentowany w 2011 roku podczas salonu MAKS

Rysaczok jest wolnonośnym, całkowicie metalowym dolnopłatem napędzanym dwoma turbośmigłowymi silnikami GE/Walter M601F. Docelowo planuje się zainstalowanie zmodernizowanej wersji jednostek M601F, silników GE H80, których moc będzie wynosiła 800 KM. W marcu 2011 roku Technoawia zamówiła silniki GE H80 w GE Aviation. Klasyczne, wolnonośne usterzenie, podwozie chowane, trójzespołowe z przednim podparciem. Kabina pilotów wyposażona w trzy, wielofunkcyjne wyświetlacze. Maszyna ma możliwość przewożenia 10 pasażerów lub piętnastu skoczków spadochronowych. W wersji sanitarnej sześciu leżących pacjentów.